# 代塞什蒂鄉

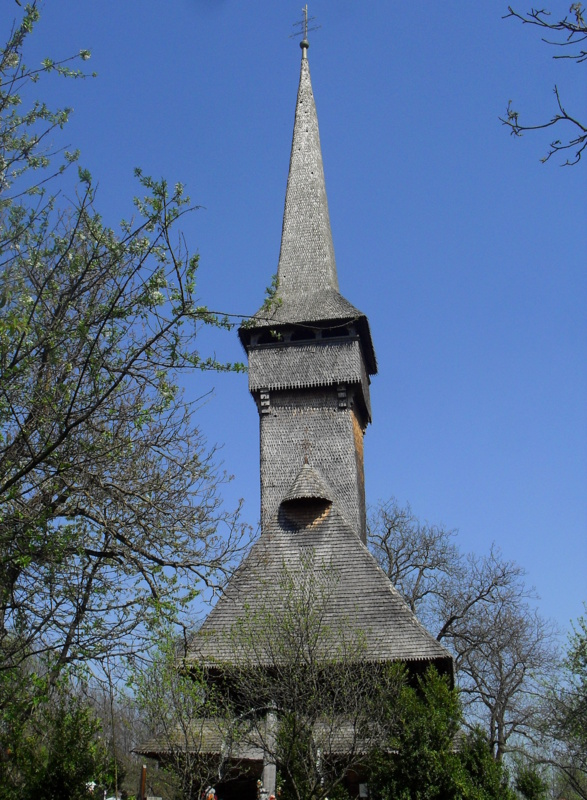

47°46′N 23°51′E / 47.767°N 23.850°E
代塞什蒂鄉（羅馬尼亞語：Comuna Desești, Maramureș），是羅馬尼亞的鄉份，位於該國西北部，由馬拉穆列什縣負責管轄，處於布加勒斯特以北400公里，每年平均降雨量1,057毫米，海拔高度417米，2007年人口2,532。